# Assun Planas
Assun Planas   (Mallorca, 1963) és una actriu mallorquina.
Nascuda a Mallorca, es va formar a l'Institut del Teatre de Barcelona i després va assistir a un curs intensiu de Commedia dell'Arte per Carlo Boso, i uns anys després es va integrar a la seva companyia a Venècia. També va ser membre d'Els Joglars.
Quant a la seva feina com a actriu, ha treballat tant a teatre, cinema i televisió. Entre d'altres, ha interpretat el monòleg La sorpresa del roscón, una obra de petit format escrita per Elvira Lindo, ha actuat a pel·lícules com Los Pelayo, d'Eduard Cortés, o Partir, de Catherine Corsini, o en sèries de televisió amb Mossèn capellà, Merlí o Treufoc. Ha protagonitzat, juntament amb Marc Joy, l'obra de teatre Transbord (2018-2019), escrita per Sebastià Portell, que s'ha representat a Palma i Barcelona, i Andrea Pixelada (2019), escrita per la catalana Cristina Clemente. També ha estat directora de teatre, el 2015 va dirigir L'illa dels esclaus, i el 2018 Ella, sobre sor Juana Inés de la Cruz.
També ha treballat al camp de la docència, com a professora de l'Institut del Teatre. A més, ha estat la creadora del projecte educatiu de l'Escola Municipal de Teatre d'Inca, continuació del produït per la seva companya Catalina Solivellas a la Fundació de Teatre. Addicionalment, ha exercit com a professora de teatre teràpia adreçada a dones víctimes de violència masclista.
El 2016 va ser pregonera de les festes de Sant Sebastià de Palma.